# Максименко Марина Віталіївна
Мари́на Віта́ліївна Максиме́нко (англ. Maksymenko Maryna Vitaliivna, 24 березня 1988 — ) - українська сумоїстка. Багаторазова призерка Всесвітніх ігор з не олімпійських видів спорту та чемпіонатів світу з сумо, чемпіонка світу і Європи. Заслужений майстер спорту України з сумо, Майстер спорту України (2007), майстер спорту України міжнародного класу з боротьби сумо (2008), Заслужений майстер спорту України (2010).

## З життєпису
Народилася 24 березня 1988 року у м. Херсон (Україна). Навчалася у Херсонській середній школі №16.
Спортом почала займатися у заслуженого тренера України з пауерліфтингу Олександра Плевако.
Вихованка комплексної ДЮСШ ФСТ «Динамо». Виступала за спортивне товариство «Динамо» (Херсон) у ваговій категорії 80 кг. Тренери — С. Коробко, О. Молчанов, Р. Кім. Член збірної команди України (з 2007 року). 

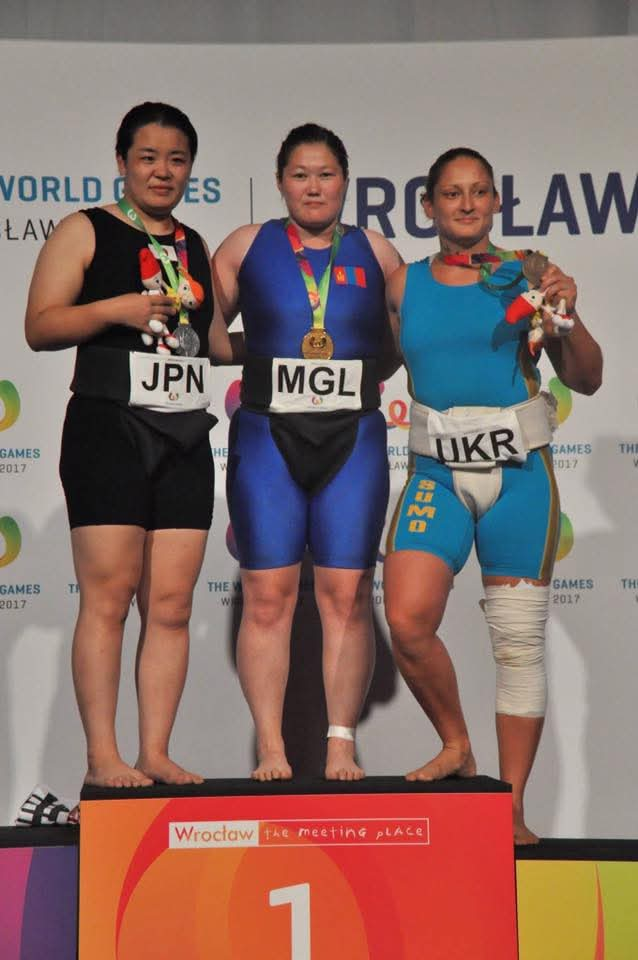

2012-го закінчила Херсонський університет — факультет фізичного виховання та спорту. Представляла спорт міста Рівне.
Майстер спорту України (2007). Майстер спорту України міжнародного класу з боротьби сумо (2008). Заслужений майстер спорту України з боротьби сумо (2010). 
З 2019 року представляє Рівненську область на змаганнях. Тренер - Петро Нагорний. 
Спортивні етапи:
- 2006 — срібна призерка чемпіонату світу з сумо у командному виді змагань (Сакай, Японія)
- 2006 — чемпіонка Європи з боротьби сумо серед кадетів (Кротошин, Польща)
- 2007 — срібна призерка чемпіонату Європи серед молоді у ваговій категорії до 80 кг (Будапешт, Угорщина)
- 2008 — чемпіонка Європи серед дорослих у ваговій категорії до 80 кг (Кротошин, Польща)
- 2008 — бронзова призерка чемпіонату світу в абсолютній ваговій категорії (Раквере, Естонія)
- 2008 — срібна призерка світу у командному виді змагань (Раквере, Естонія)
- 2009 — срібна призерка чемпіонату Європи серед дорослих (Ренан, Швейцарія)
- 2010 —  бронзова призерка І Всесвітніх ігор з єдиноборств (Пекін, Китай)
- 2010 —  бронзова призерка чемпіонату світу у ваговій категорії до 80 кг (Варшава, Польща)
- 2010 — срібна призерка чемпіонату Європи (Варна, Болгарія)
- 2010 — краща спортсменка Херсонщини 2010 року з неолімпійських видів спорту
- 2011 — чемпіонка Європи (Молдова)
- 2013 — срібна призерка ІІ Всесвітніх ігор з єдиноборств у змаганнях з сумо у ваговій категорії до 80 кг (Санкт-Петербург)
- 2013 — срібна призерка ІХ Всесвітніх ігор у змаганнях з сумо у середній вазі (Калі, Колумбія)
- 2013  — абсолютна чемпіонка Європи серед дорослих (до 80 кг)
- 2014 — срібна призерка чемпіонату світу (Гаосюн, Китай)
- 2014 — бронзова призерка чемпіонату Європи у Варшаві (Польща).
- У 2014 році увійшла до 10 кращих спортсменів з неолімпійських видів спорту Всеукраїнського ФСТ «Динамо» України.
- 2015 — чемпіонка світу з сумо серед дорослих до 80 кг. (Осака, Японія)
- 2016 — бронзова призерка у командних змаганнях серед жінок  (Улан-Батор, Монголія)
- 2016 — чемпіонка світу з сумо серед дорослих в індивідуальних змаганнях (Улан-Батор, Монголія)
- У 2016 році увійшла до 10 кращих спортсменів з неолімпійських видів спорту Всеукраїнського ФСТ «Динамо» України.
- 2017 — чемпіонка Європи серед дорослих у ваговій категорії до 80 кг (Ерд, Угорщина)
- 2017 — срібна призерка Х Всесвітніх ігор у змаганнях з сумо у ваговій категорії до 80 кг у Вроцлаві (Польща)
- 2018 — бронзова призерка чемпіонату світу з сумо серед дорослих у ваговій категорії до 80 кг (Таоюань, Китай)
- 2018 — бронзова призерка чемпіонату світу з сумо у командних змаганнях (Таоюань, Китай)
- 2019 — чемпіонка світу з сумо у ваговій категорії до 80 кг, відбірковий етап до ХІ Всесвітніх ігор з неолімпійських видів спорту (Осака, Японія)
- 2021 — чемпіонка Європи з сумо серед чоловіків та жінок у ваговій категорії 80 кг (Казань)
- 2022 — чемпіонка Європи з сумо серед чоловіків та жінок у ваговій категорії 80 кг (Кротошин, Польща)
- У 2022 році, за досягнення високих спортивних результатів на Х Всесвітніх іграх з неолімпійських видів спорту у Вроцлаві (Польща), піднесення міжнародного авторитету України нагороджена медаллю «За працю і звитягу» (Указ Президента України від 9 вересня 2017 року № 269/2017.
- 2023 — виборола дві золоті медалі на чемпіонаті світу з боротьби сумо в Японії — у ваговій категорії до 80 кг та в складі жіночої команди України.
- 2023 — чемпіонка Європи з сумо серед чоловіків та жінок у ваговій категорії 80 кг (Кротошин, Польща).
- 2024 — чемпіонка Європи з сумо серед чоловіків та жінок у ваговій категорії 80 кг (Кротошин, Польща)

Визнана кращою спортсменкою Херсонщини 2010 року з неолімпійських видів спорту.
Входить до спортивної слави Херсонщини (2012 рік). 
У 2014 та 2016 році увійшла до 10 кращих спортсменів з неолімпійських видів спорту Всеукраїнського ФСТ «Динамо» України. 
Її ім’я внесено до Енциклопедії Сучасної України (2017 рік).
Нагороджена медаллю «За працю і звитягу».
Мешкає у місті Рівне, виховує сина - Сергія.

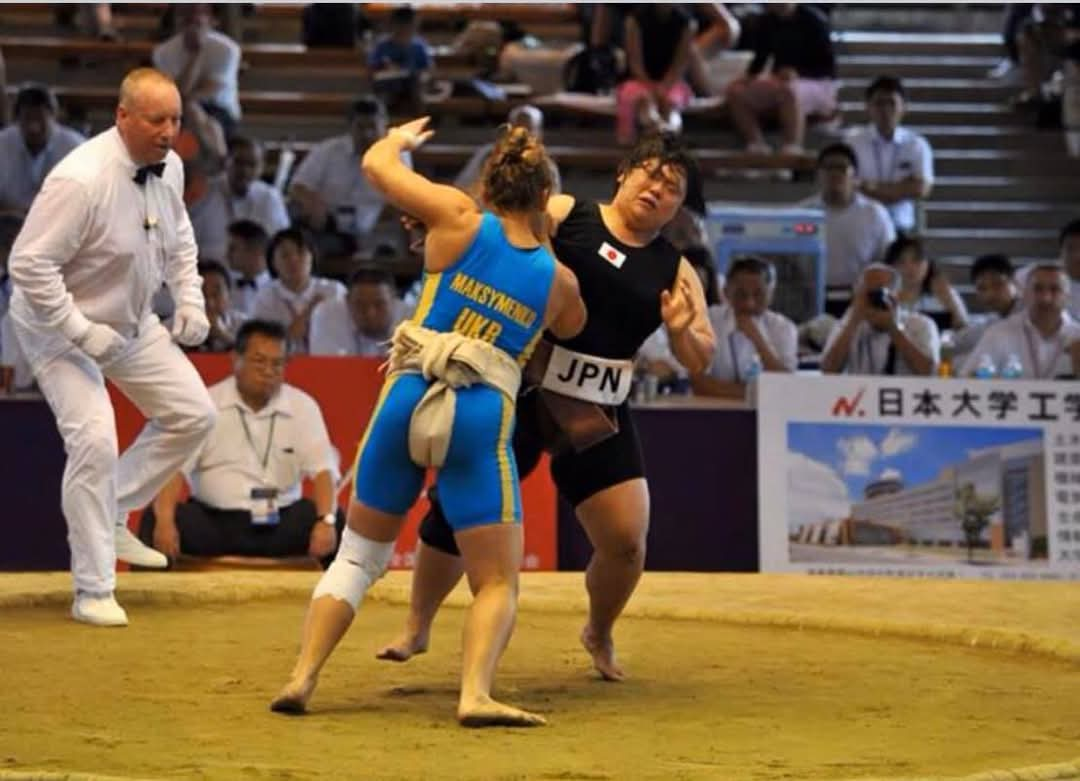

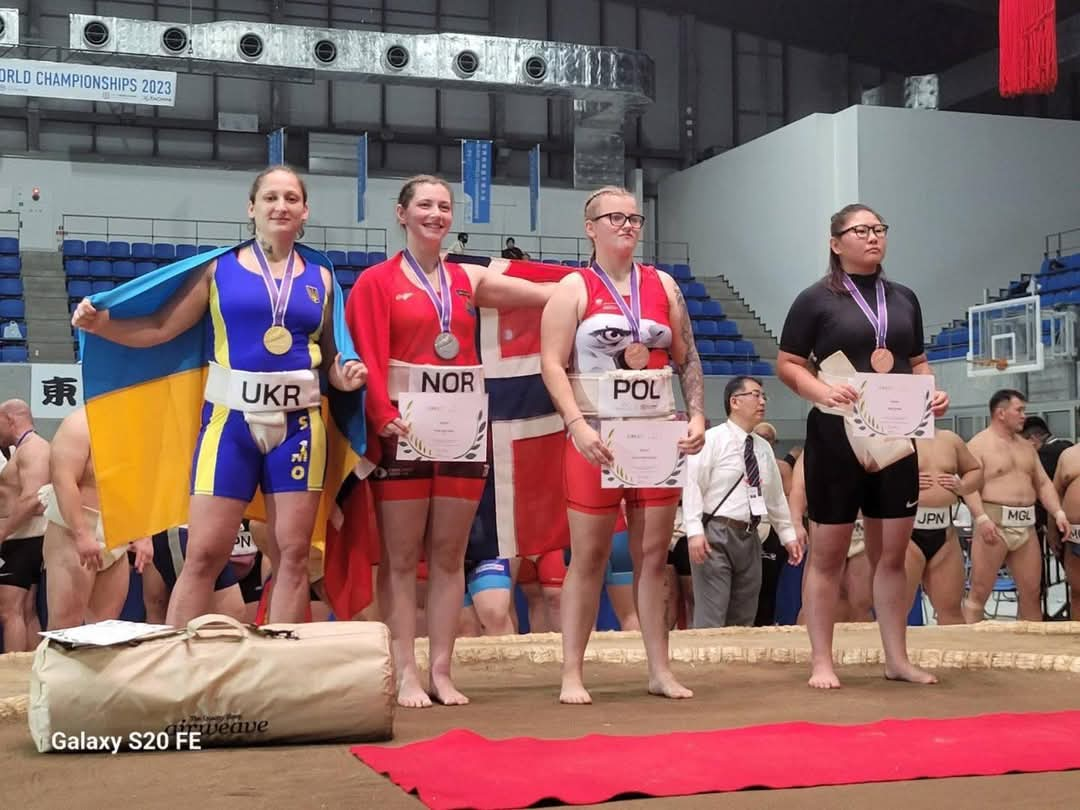